# Ги Булонский
Ги Булонский (фр. Guy de Boulogne; ок. 1313 или 1320, Булонь, Булонское графство, королевство Франция — 25 ноября 1373, Авиньон, Авиньонское папство) — французский куриальный кардинал. Архиепископ Лиона с 11 октября 1340 по 20 сентября 1342. Декан Священной Коллегии Кардиналов с 1364 по 25 ноября 1373. Кардинал-священник с титулом церкви Санта-Чечилия 20 сентября 1342 по 1350, in commendam с 1350. Кардинал-епископ Порто-Санта Руфина с 1350 по 25 ноября 1373.

## Ранние годы
Родился Ги Булонский между 1313 годом и 1320 годом, в Булони, Булонское графство, королевство Франция. Ги Булонский происходил из очень знатной семьи, сын графа Робера VII Булонского и Оверньского и его второй жены, Марии Фландрской, родственник короля Франции Иоанна II Доброго, внучатый племянник короля Франции Людовика IX, будущего Святого, дядя антипапы Климента VII. Он также известен как Ги де Монфор, Гвидо де Болонья, Ги III д’Овернь и Гвидо де Принчипе. Его называли кардиналом Булонским.
Каноник соборного капитула Амьена. Архидиакон Фландрии, епархия Теруана.

## Архиепископ
11 октября 1340 года Ги Булонский избран архиепископом Лиона, занимал архиепархию до своего возведения в кардиналы. Когда, где и кем был рукоположён, информация отсутствует.

## Кардинал
Возведён в кардинала-священника с титулом церкви Санта-Чечилия на консистории от 20 сентября 1342 года.
Назначен папским легатом при короле Венгрии Лайоше Великом, который напал на Неаполитанское королевство с мощной армией; он оставил своё легатство 15 января 1349 года и вернулся 7 июня 1350 года.
В 1350 году кардинал Булонский был избран для сана кардиналов-епископов и субурбикарной епархии Порто-Санта Руфина, сохранив свою титулярную церковь in commendam до своей смерти.
Кардинал Булонский был направлен в Рим, для открытия Юбилейного 1350 года. Позднее, 14 февраля 1350 года, он отправился в Падую, чтобы перенести мощи Святого Антония Падуанского, на следующий день (вероятно, из алтаря реликвий) на новое место (ближе к церквушке Санта-Мария-Матер-Домини) в базилике, после того, как она была расширена, и был построен купол. Прежде чем покинуть Падую, он попытался разрешить серьёзную рознь между Бертрандо ди Сан-Дженезио, патриархом Аквилеи и графом Гориции, но не был успешным.
Коммендатарий титулярной церкви Сан-Кризогоно с 1351 года до своей смерти. Декан Сен-Марен-де-Тур, с 13 ноября 1352 года. Не участвовал в Конклаве 1352 года, который избрал Папу Иннокентия VI. Папский легат во Франции в 1352 году, с другим кардиналом, чтобы попытаться установить мир с Англией, это не увенчалось успехом. Папский легат в Англии в 1353 году. Папский легат в Испании с 1359 по 1361 год, чтобы установить мир между королями Кастилии и Арагона. Участвовал в Конклаве 1362 года, который избрал Папу Урбана V.
Декан Священной Коллегии Кардиналов с 1364 года. Сопровождал папу Урбана V в Италию и присутствовал на коронации императора Карла IV Папой в патриаршей Ватиканской базилике 1 ноября 1369 года. Имперский викарий Тосканы, с резиденцией в Лукке с 3 февраля 1369 года до 26 марта 1370 года. Участвовал в Конклаве 1370 года, который избрал Папу Григория XI. Кардинал Булонский рукополагал нового Папу в священника 2 января 1371 года и в епископа 3 января 1371 года. Легат нового папы в Испании, чтобы установить мир между королями Кастилии и Португалии, пакт между монархами восстановил территории, оккупированные во время войны. В то же время кардинал Булонский пытался установить прочное мирное соглашение между королями Кастилии, Арагона и Наварры и он добился успеха в своих усилиях, но умер, возвращаясь с этого легатства..

Гробница Ги Булонского

Скончался кардинал Ги Булонский в Лериде, Барселонское графство. Похоронен в аббатстве Волюзан или Нотр-Дам де Буше, епархия Клермона.